# Hybognathus placitus
Hybognathus placitus — це вид риб роду Hybognathus з родини ялецевих. Інша назва — Рівнинний гольян. Поселяється на дні річок, живиться річковими рослинами. Поширений в центральних штатах США. Максимальна довжина — 13 см.